# Кринична Світлана Сергіївна
Світла́на Сергі́ївна Крини́чна (Гуменю́к) (* 8 лютого 1972, Василівка (Ладижинська міська громада), Вінницька область) — українська письменниця. Член Національної спілки письменників України з 2025 року.

## Біографія
Народилася 8 лютого 1972 р. в с. Василівка (Ладижинська міська громада) Тульчинського (тепер Ладижинська міська громада Гайсинського) району Вінницької області в родині колгоспників. Середню освіту здобула в школі с. Білоусівка Тульчинського району. Закінчила Тульчинський технікум ветеринарної медицини (1991). Працювала в лікарні. Нині проживає в місті Ладижин, працює в комунальному закладі Ладижинський центр культури та дозвілля «Прометей» керівником любительського об'єднання «Сонце в людях».

## Літературна діяльність
Поетеса.

Авторка поетичних збірок «З глибини криничної душі» (2008), «Світанками вишиті весни» (2016), «Коронація осені» (2021), «Липою квітує надвечір'я» (2018, 2024), «Назустріч сонцю» (2025). Записала аудіокнигу на відеохостингу YouTube.

Друкувалася в журналах «Дніпро», «Вінницький край», «Вінничанка», альманахах «Стусове коло» (2010), «Оберіг» (2013), «Експрес „Молодість“» (2013), «Скіфія», «Захисник — повертайся живим!: поети Вінниччини українським воякам» (2015), «Голоси тривожної епохи» (2015), «Україна в огні» (2016), «Підкова для носорога» (2016), «На зеленому листі» (2017), «Болить душа в краплині слова…» (2018), «У горнилі часу» (2020), «Дух землі», «Сила почуттів», «Магія кохання», «Русалка Дністровая» (2020), часописі «Антологія сучасної української літератури», збірниках «Освіта Вінниччини» (2015), «Зимова вишня» (2016), «Сонцевій над Бугом» (2020), альбомі «Буг то є Бог» (2022), антології «На олтар Перемоги» (2024) та ін. Має публікації в місцевій пресі. Окремі вірші стали піснями. 

13 лютого 2025 р. рішенням секретаріату Національної спілки письменників України поповнила її лави.

## Відзнаки
- Переможниця всеукраїнського конкурсу «ЯwriteR» у номінації авторської поезії (2021);
- Літературно-мистецька премія «Кришталева вишня» (2022);[7]
- Переможниця обласного конкурсу «Кобзар і Україна» (2023);
- Літературна премія імені Анатолія Бортняка (2024).[8]